# Fraaie jachthorenslak
De fraaie jachthorenslak (Vallonia pulchella) is een slakkensoort uit de familie van de Valloniidae. De wetenschappelijke naam van de soort werd in 1774 voor het eerst geldig gepubliceerd door Otto Friedrich Müller.

## Kenmerken
De dikke schijfvormige slakkenhuis is 1 tot 1,5 mm hoog en 2 tot 2,75 mm breed. Het heeft 2 3/4 tot 3 3/8 goed gewelfde maar niet-geschouderde windingen die regelmatig toenemen. De schroefdraad stijgt slechts in geringe mate vanaf het niveau van de behuizing. De embryonale schaal beslaat ongeveer 1 1/8 winding. De windingen zijn matig convex aan de omtrek en, in dwarsdoorsnede gezien, omringen elkaar sterk. De laatste winding kan iets naar de mond toe stijgen of iets dalen. De embryonale schaal vertoont een fijne shagreening. De teleoconch daarentegen heeft alleen onregelmatige groeistroken. De navel is diep en komvormig.
Het mondingsvlak helt ongeveer 30° ten opzichte van de as van het huis. De mond is bijna afgerond, de bevestigingspunten van de mondzoom aan de vorige winding liggen ver uit elkaar. Ze zijn met elkaar verbonden door een platgebogen callus die naar de mond toe inspringt. De mondzoom is ongeveer in een rechte hoek naar buiten gebogen en vormt een brede rand. Binnenin is de mondholte verdikt met een dikke, witte lip. Het steekt zelfs boven het estuarium uit.
De (verse) schaal is licht doorschijnend met een melkwitte troebelheid, maar is vaak ook helder en transparant. Het schijnt door als een ringvormige, ondoorzichtige witte streep. Het oppervlak is glanzend, de kleur is geelachtig wit tot geelachtig grijs. Het zachte lichaam is melkwit. De voet is aan de achterkant opvallend afgerond. De tentakels zijn relatief kort. 
In het hermafrodiete voortplantingssysteem zijn de mannelijke kanalen verminderd ("aphalisch") bij de meeste exemplaren in een populatie. Slechts een paar exemplaren hebben nog de mannelijke kanalen en kunnen nog steeds paren. De zaadleider (vas deferens) vertakt zich heel ver naar beneden van de eileider (spermakanaal). Het is relatief erg kort en eindigt in een korte, opgeblazen epiphallus. De eigenlijke penis is erg kort, ongeveer net zo lang als de epiphallus. Bij de overgang epiphallus/penis begint een zeer lang penisaanhangsel, dat in wezen uit drie delen bestaat: een dik, sterk gezwollen basaal deel, dat bijna de helft van de lengte inneemt en door een vernauwing van de penis wordt gescheiden, een kort, dun middendeel en een knotsvormig eindstuk. De oprolspier verdeelt zich in twee strengen en wordt ingebracht bij de penis en epiphallus, dicht bij de penis/epihallus-overgang. In het vrouwelijke kanaal zijn de vrije eileider en vagina vrij kort en ongeveer even lang. De steel van de spermatheca is relatief erg kort en de blaas klein.

### Vergelijkbare soorten
Het huisje van de fraaie jachthorenslak (V. pulchella) is beduidend kleiner dan die van Vallonia declivis. Bij de fraaie jachthorenslak is de mondrand veel meer omgedraaid.

## Verspreiding en leefgebied
De fraaie jachthorenslak heeft een Holarctische verspreiding. In het westen strekt het zich uit tot de Canarische Eilanden, Madeira en de Azoren. In Noord-Europa komt hij voor tot 71° Nb. In het zuiden strekt het gebied zich uit tot Noord-Afrika, het Midden-Oosten, Iran, Afghanistan en Kasjmir. Het verspreidingsgebied is aanzienlijk toegenomen als gevolg van antropogene verplaatsing. 
De fraaie jachthorenslak geeft de voorkeur aan open, vochtige weiden en moerassen op kalkrijke ondergrond in de buurt van waterlopen, meer zelden op droog grasland of puin, maar niet in het bos. In Zwitserland stijgt het tot 2000 meter. Vanwege de affiniteit met nattere weiden bij stromend water, zijn lege schelpen vaak in grotere aantallen te vinden in rivierbeddingen.